# The Rhythm Of The Night
The Rhythm Of The Night – debiutancki album studyjny włoskiego zespołu muzycznego Corona. Został wydany 4 kwietnia 1995 roku i zawiera szesnaście utworów.

## Lista utworów
| Nr  | Tytuł                                           | Długość |
| --- | ----------------------------------------------- | ------- |
| 1.  | Baby Baby                                       | 3:45    |
| 2.  | Try Me Out                                      | 3:24    |
| 3.  | Get Up And Boogie                               | 3:13    |
| 4.  | I Don't Wanna Be A Star                         | 3:15    |
| 5.  | I Want Your Love                                | 3:42    |
| 6.  | In The Name Of Love                             | 3:38    |
| 7.  | I Gotta Keep Dancin'                            | 3:35    |
| 8.  | The Rhythm of the Night                         | 4:20    |
| 9.  | Baby I Need Your Love                           | 4:09    |
| 10. | Don't Go Breaking My Heart                      | 3:17    |
| 11. | When I Give My Love                             | 3:30    |
| 12. | Do You Want Me                                  | 3:28    |
| 13. | You Gotta Be Movin'                             | 5:26    |
| 14. | The Rhythm Of The Night (Rapino Bros 7" Single) | 3:40    |
| 15. | Baby Baby (Dancing Divaz Club Mix)              | 6:07    |
| 16. | The Rhyhtm Of The Night (Lee Marrow Space Mix)  | 6:29    |

## Notowania i certyfikaty
| Lista przebojów (1995)              | Najwyższa pozycja |
| ----------------------------------- | ----------------- |
| Australia (ARIA Charts)             | 10                |
| Finlandia (Suomen virallinen lista) | 30                |
| Stany Zjednoczone (Top Heatseekers) | 2                 |
| Szkocja (OCC)                       | 21                |
| Szwajcaria (Alben Top 100)          | 35                |
| Wielka Brytania (OCC)               | 18                |

| Kraj             | Certyfikat  | Sprzedaż |
| ---------------- | ----------- | -------- |
| Australia (ARIA) | Złota płyta | 35 000+  |